# Миомир Миловановић
Миомир Миловановић Кале (1949–2006) био је председник општине Параћин

## Биографија
Миомир Т. Миловановић Прва четири разреда основне школе завршио је у Мириловцу, а наредна четири у ОШ „Ђура Јакшић“ у Параћину. У Параћину је завршио и средњу економску школу. Дипломирао је 1973.године на Правном факутету у Нишу. Од децембра исте године до фебруара 1975. године радио је у Општинском суду у Параћину. По одслужењу војног рока, запошљава се у фабрици цемента „Нови Поповац“ на пословима правног референта.
После извесног времена постаје директор радне заједнице у Грађевинског комбината „13. октобар“ и на овој функцији остаје седам година. После тога, две године ради у овом комбинату као директор ООУР-а „Трговина“. Општински комитет Савеза комуниста у Параћину 1983. године одлучује да га постави за директора у фабрици обуће „Петрус“. За неколико година ова фабрика под његовим руководством остварује сарадњу са фирмама из Италије и Мађарске и запошљава преко 400 радника. На предлог Социјалистичког Савеза Радног Народа (ССРН),1989.године се кандидује за председника СО Параћин. Те године је, 26. новембра, први пут председник Скупштине Општине биран на општем референдуму и он је однео убедљиву победу. Дужност председника СО Параћин обављао је до 2000. године, а те године се није поново кандодовао због болести. Наставио је да ради као потпредседник Регионалне привредне коморе, све до 2004. године, када се пензионисао. По завршетку функције председника Скупштине Општине, опробао се и као предузетник - отворио је фарму кока носиља у Мириловцу и био власник кафића „ГОЛ“ у Параћину.
Преминуо је 2006. године, са 57 година, од последица десетогодишње болести.